# Frivilligt faderskab
Frivilligt faderskab (originaltitel Daddies) er en amerikansk stumfilm fra 1924 af William Seiter.

## Medvirkende
- Mae Marsh som Ruth Atkins
- Harry Myers som Robert Audrey
- Claude Gillingwater som James Crockett
- Crauford Kent som William Rivers
- Claire Adams som Bobette Audrey
- Willard Louis som Henry Allen
- Boyce Combe som Nicholson Walters
- Georgia Woodthorpe som Mrs. Audrey
- Otto Hoffman som Parker
- Priscilla Moran som Alice